# Thor (seriefigur)
Thor är en seriefigur skapad av Stan Lee, Larry Lieber och Jack Kirby. Han är serieföretaget Marvels version av åskguden Tor. Figuren publicerades för första gången i augusti 1962, i Journey into Mystery #83, och har sedan dess figurerat i ett flertal serier.
2017 fick Thor utmärkelsen fjortonde bästa seriehjälten av IGN Nordic.

## Bakgrund
Thor är son till Odin, "All-Father" av Asgård och Jord, som också var känd som Gaea, gudinnan som var en av de äldre gudarna. Odin sökte att uppfostra en son vars makt skulle härledas från både Asgard och Midgard (som jordens rike kallas av Asgardians), och därför försökte han para sig med Jord. Odin skapade en grotta i Norge där Jord födde Thor, månader senare förde Odin honom till Asgard för att bli uppvuxen. Odins fru, gudinnan Frigga, agerade som Thor's mor från och med den tiden, men inte många decennier senare fick Thor veta att Jord var hans födelsemor.

### Mjölner
När Thor var åtta år gammal så skickade Odin honom till Nidavellir, dvärgarnas hemplanet. Där bad han de att göra tre skatter till Asgårds nästa kung, en av de sakerna var hans Uru-hammare också kallad Mjölner. Den blev kortare än vad den skulle vara för att Loki (Thors adopterade bror) förvirrade dvärgarna så att de gjorde fel. Odin satte sedan en besvärjelse på hammaren så att bara någon som är värdig att använda den kan lyfta den. Två av de som lyckats med det är Beta Ray Bill och Captain America.

## Krafter
Han är Åskans gud och använder en hammare vid namn Mjölner som han använder för att framkalla åska och blixtar. Han har också övermänsklig styrka och tålighet

## Avengers
Thor är en av de ursprungliga medlemmarna i superhjältegruppen Avengers tillsammans med Iron Man, Ant-Man, Wasp och Hulken. Första gången man såg Thor och Avengers var när Loki skulle utplåna Jorden. Då behövde fem av Jordens mäktigaste hjältar samarbeta och besegra Loki.

## Andra medier

### Filmatiseringar
År 2011 släpptes filmen Thor med Kenneth Branagh som regissör och Chris Hemsworth i titelrollen. I filmen fråntas Thor sina krafter och blir utkastad ur Asgård för att tvingas leva bland människor. Thor återvände spelad av Hemsworth i filmen The Avengers (2012), där Thor samarbetar med Avengers när Loki försöker utplåna Jorden med en armé som han lånat från Thanos. Hemsworth spelade även Thor i filmerna Thor: The Dark World (2013), Avengers: Age of Ultron (2015), Thor: Ragnarök (2017), Avengers: Infinity War (2018) och Avengers: Endgame (2019).